# Şahdağ, Gädäbäy
Şahdağ är ett berg i Azerbajdzjan. Det ligger i den västra delen av landet, 400 km väster om huvudstaden Baku. Toppen på Şahdağ är 2 901 meter över havet, eller 235 meter över den omgivande terrängen. Bredden vid basen är 3,2 km. Şahdağ ingår i Shakhdagskiy Khrebet.
Terrängen runt Şahdağ är huvudsakligen kuperad, men österut är den bergig. Närmaste större samhälle är Inekbogan, 15,8 km öster om Şahdağ. 
Trakten runt Şahdağ består i huvudsak av gräsmarker. Runt Şahdağ är det ganska tätbefolkat, med 72 invånare per kvadratkilometer.